# Cerneteaz

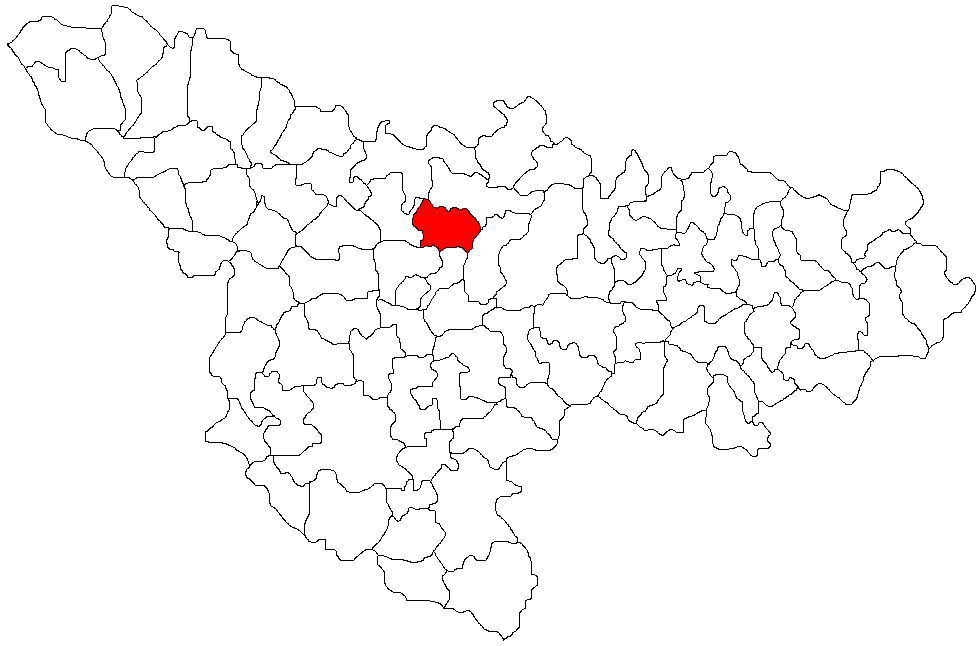
Lage der Gemeinde Giarmata im Kreis Timiș

Cerneteaz (veraltet Cernăteaz, bis 1924 Cernești; ungarisch Csernegyház) ist ein Dorf im Kreis Timiș, Banat, Rumänien. Cerneteaz gehört zur Gemeinde Giarmata.

## Geografische Lage
Cerneteaz liegt 8 Kilometer nördlich von Timișoara, an der Nationalstraße DN691 und an der Autostrada A1.

## Nachbarorte
| Carani    | Murani                                      | Pișchia      |
| Sânandrei | Kompassrose, die auf Nachbargemeinden zeigt | Giarmata     |
| Covaci    | Dumbrăvița                                  | Giarmata-Vii |

## Geschichte
Eine erste urkundliche Erwähnung der Ortschaft Cserneczhaza stammt aus dem Jahr 1470. In einem türkischen Defter aus dem Jahr 1554 ist die Ortschaft mit 18 Häuser eingetragen.
Es gibt einige Hinweise, die belegen, dass die Ortschaft ursprünglich von Serben bewohnt war. Zahlreiche Familiennamen, aber auch Vornamen sind serbischen Ursprungs. 1774 schrieb der österreichische Funktionär Ehler, dass das Dorf von Serben und Rumänen bewohnt sei.
Auf der Josephinischen Landaufnahme von 1717 ist der Ort mit 52 Häuser eingetragen. Nach dem Frieden von Passarowitz (1718), als das Banat eine Habsburger Krondomäne wurde, war Csernihaza Teil des Temescher Banats. Auf der Mercy-Karte von 1723 ist der Ort Cernitkais eingetragen.
Nach dem Österreichisch-Ungarischen Ausgleich wurde Csernegyháza dem Königreich Ungarn innerhalb der Doppelmonarchie Österreich-Ungarn angegliedert.
Infolge des Vertrags von Trianon am 4. Juni 1920 wurde das Banat dreigeteilt, wodurch Cerneteaz an das Königreich Rumänien fiel. 1924–1925 war die Ortsbezeichnung Cernești. 1956 war Cerneteaz Gemeindesitz. Seit 1968 gehört Cerneteaz zu der Gemeinde Giarmata.

## Demografie
| 1880 | 1321 | 1191 | 17 | 59 | 54  |
| 1910 | 1332 | 1164 | 17 | 44 | 107 |
| 1930 | 1209 | 1108 | 48 | 31 | 22  |
| 1977 | 1132 | 1008 | 65 | 18 | 41  |
| 2002 | 1002 | 790  | 76 | 2  | 134 |